# Rebecca James (escritora)
Rebecca James (nacida en 1970 en Sídney, Australia) es una escritora de Literatura juvenil.

## Biografía
Rebecca pasó los primeros años de su veintena trabajando como camarera, a finales de la veintena enseñando inglés en Indonesia y Japón, y la mayoría de la treintena teniendo hijos y trabajando como diseñadora de cocinas.
Empezó varios grados universitarios pero no consiguió acabar ninguno. A pesar de su desarrollada habilidad por dejar todo "para otro día" de alguna manera ha logrado terminar de escribir un libro o dos y los planes de pasar sus años cuarenta, cincuenta, sesenta, setenta, ochenta y noventa acabado varios más.
Ella vive en Armidale, Australia con su pareja, sus cinco hijos y dos perros.

## Novelas
- Bella Malicia, que fue publicada por El Aleph Editores en 2010.
- Cooper Bartolomew está muerto, fecha que se anunciará próximamente.

## Interés mediático antes de la publicación
El Wall Street Journal escribió un artículo el 23 de octubre de 2009 preguntando si James podría ser "La Próxima  JK Rowling."
También dijo que, de Bella Malicia, que "no simplemente se debería publicar, sino que se debería convertir en un fenómeno editorial mundial."
En abril de 2010, The Bookseller publicó una entrevista con James, en la que el entrevistador describe la novela como un "fuerte interés internacional."